# Yutaka Takahashi
Yutaka Takahashi (高橋 泰, Takahashi Yutaka) est un footballeur japonais né le 29 septembre 1980. Il est attaquant.

## Palmarès
- Finaliste de la Coupe du Japon en 1999 avec le Sanfrecce Hiroshima
- Vainqueur de la Coupe de la Ligue japonaise en 2005 avec le JEF United Ichihara Chiba